# George MacDonald (aviron)
George MacDonald, né le 5 octobre 1905 à Hamilton (Ontario) et mort le 25 septembre 1997 à Nethy Bridge, est un rameur d'aviron canadien.

## Palmarès

### Jeux olympiques
- Los Angeles 1932
  -  Médaille de bronze en huit[1].